# Косцюшко (остров)
Косцюшко (англ. Kosciusko Island) — остров в составе архипелага Александра, вблизи юго-восточного побережья штата Аляска, США.
Расположен у северо-западной оконечности острова Принца Уэльского и составляет около 40 км в длину. Берега острова — скалистые и труднодоступные, сам остров — горист и покрыт густыми лесами. Площадь Косцюшко составляет 444,4 км², что делает его 38-м крупнейшим островом США. Самая высокая точка острова — гора Фрэнсис, составляет 819 м над уровнем моря. Население по данным переписи 2000 года составляет 52 человека, из них 49 человек проживает в городе Эдна-Бей.
Остров получил название в честь военного и политического деятеля Речи Посполитой и США Тадеуша Костюшко.